# Energia końcowa
Energia końcowa (EK) – wskaźnik  w świadectwie charakterystyki energetycznej budynku. Określa ilość energii, którą należy zakupić, tj. potrzebnej do ogrzewania, przygotowania ciepłej wody użytkowej, wentylacji mechanicznej i klimatyzacji. Ściślej, jest to energia w przeliczeniu na 1 m² na rok. Wyrażana jest w kWh/(m²·rok). Jeżeli ciepło jest wytwarzane na miejscu, wartość energii końcowej uwzględnia również pewną nadwyżkę spowodowaną faktem, iż przetwarzanie energii z paliw wiąże się ze stratami w jej uzyskaniu, np. system ogrzewania ma określoną sprawność.
Wzór na energię końcową:
{\displaystyle EK={\frac {EU}{\eta }}}
gdzie:
EU – energia użytkowa,
η – sprawność systemu grzewczego.